# Lista decoraților cu Ordinul „Gloria Muncii” (anii 2020)
Articol principal: Ordinul „Gloria Muncii” (Republica Moldova). Vezi și: anii 1990 • anii 2000 • anii 2010
Ordinul „Gloria Muncii” este un ordin oficial în Republica Moldova, care se conferă pentru rezultate excepționale în muncă, activitate publică de vază, și contribuții substanțiale în domeniul culturii, științei, sportului, vieții publice sau social-economice. Este conferit de către Președintele Republicii Moldova.
Pagina dată conține lista tuturor persoanelor, întreprinderilor, instituțiilor, organizațiilor, colectivelor de creație și unităților militare care au fost decorate cu Ordinul „Gloria Muncii” pe parcursul anilor 2020.

## Persoane și organizații decorate

### 2020
- Emil Druc, șef de secție în cadrul Ministerului Afacerilor Externe și Integrării Europene[2]
- Oleg Serebrian, Ambasador Extraordinar și Plenipotențiar al Republicii Moldova în Republica Federală Germania[2]
- Anatolie Urecheanu, ambasador cu misiuni speciale în cadrul Ministerului Afacerilor Externe și Integrării Europene[2]
- Nina Bănărescu, veteran al organelor procuraturii[3]
- Ivan Mîțu, veteran al organelor procuraturii[3]
- Eugeniu Catană, veteran al organelor procuraturii[3]
- Anatol Plămădeală, veteran al organelor procuraturii[3]
- Maria Chirca, veteran al organelor procuraturii[3]
- Nicolae Televco, veteran al organelor procuraturii[3]
- Tamara Cojocaru, veteran al organelor procuraturii[3]
- Ion Zastavnețchi, veteran al organelor procuraturii[3]
- Serghei Vitiuc, veteran al muncii, municipiul Bălți[4]
- Mircea Iuga, judecător în demisie a Curții Constituționale[5]
- Constantin Lozovanu, judecător în demisie a Curții Constituționale[5]
- Petru Moraru, veteran al structurilor de forță[6]
- Valeriu Plopa, veteran al structurilor de forță[6]
- Ludmila Andreiciuc, membru al Consiliului Central al Uniunii Organizațiilor Invalizilor din Republica Moldova[7]
- Valentina Beșleaga, asistentă medicală la Centrul de Plasament Temporar pentru Persoane cu Dizabilități (adulte), comuna Cocieri, raionul Dubăsari[7]
- Marina Boboc, asistentă medicală la Spitalul Municipal de Copii nr. 1, municipiul Chișinău[7]
- Claudia Buga, șef de secție la Spitalul de Stat[7]
- Larisa Ceban, director adjunct al Colegiului „Mondostud Art”, municipiul Chișinău[7]
- Ludmila Cebanica, ex-procuror[7]
- Valentina Conțescu, șef de direcție la Institutul Național al Justiției[7]
- Maria Crestincova, director al Gimnaziului „Ivan Vazov”, satul Stoianovca, raionul Cantemir[7]
- Tatiana Dumanova, primar al satului Troițcoe, raionul Cimișlia[7]
- Svetlana Glotova, director al Liceului Teoretic „Mihai Grecu”, municipiul Chișinău[7]
- Tatiana Goța, profesoară pensionară la Gimnaziul „Gh. Asachi”, satul Cucoara, raionul Cahul[7]
- Vera Grebneva, președinte al Asociației Obștești „Societatea protecției drepturilor invalizilor și veteranilor – Echitate”, municipiul Chișinău[7]
- Tatiana Gulea, procuror-șef de secție la Procuratura Generală[7]
- Elena Hrenova, ex-deputat în Parlament, consilier în Consiliul Municipal Chișinău[7]
- Raisa Hropotinschi, profesoară pensionară, satul Ocnița, raionul Ocnița[7]
- Agafia Macanova, profesoară pensionară la Liceul Teoretic „Mina Kiosea”, satul Beșalma, raionul Comrat[7]
- Alexandra Marghieva, multiplă campioană mondială, europeană și balcanică[7]
- Svetlana Moldovanu, consultant principal în Aparatul Președintelui Republicii Moldova[7]
- Vera Osoianu, director adjunct al Bibliotecii Naționale[7]
- Ecaterina Popa, șef de direcție la Institutul Național al Justiției[7]
- Vera Simionica, medic-șef adjunct al Centrului Stomatologic din municipiul Bălți[7]
- Maria Valentin, profesoară pensionară la Liceul Teoretic „M. Eminescu”, orașul Anenii Noi[7]
- Cornelia Vicleanschi, ex-procuror[7]
- Ștefan Golubciuc, consultant la Societatea cu Răspundere Limitată „Orhei-Vit”[8]
- Simion Mudrea, director executiv al Societății cu Răspundere Limitată „Orhei-Vit”[8]
- Elena Reazanova, membru al Consiliului de administrare al Societății cu Răspundere Limitată „Orhei-Vit”[8]
- Ion Balaban, președinte al Organizației Obștești „Cernobîl” din municipiul Orhei[9]
- Gheorghe Sandu, președinte al Organizației Obștești „Cernobîl” din raionul Dubăsari[9]
- Victor Antoniu, administrator al Societății pe Acțiuni „Apă-Canal Leova”[10]
- Gheorghe Caraivanov, inginer-șef la Întreprinderea Municipală Specializată „Liftservice”, municipiul Chișinău[10]
- Grigore Hîncu, director al Societății cu Răspundere Limitată „Firma de Producție și Comerț Adrian”, municipiul Chișinău[10]
- Anatolie Lichii, director general interimar al Societății pe Acțiuni „Apă-Canal Chișinău”[10]
- Lavrentie Rîjalo, președinte al Comitetului Sindical al Întreprinderii Municipale „Regia Transport Electric”, municipiul Chișinău[10]
- Mihail Aghenie, veteran al muncii[11]
- Mihail Brandis, director general al Întreprinderii de Cercetare și Producție „RDM”, municipiul Chișinău[11]
- Anton Ceban, ex-profesor la Centrul de Excelențăîn Energetică și Electronică, municipiul Chișinău[11]
- Simion Chihai, veteran al muncii[11]
- Alexandr Comarov, inginer electric, consultant în Consiliul Municipal Chișinău[11]
- Angela Dicu, maistru de brigadă la Fabrica de Confecții „Ionel” SA[11]
- Petru Dodon, conducător auto la Societatea pe Acțiuni Moldo-Rusă „Moldova-Gaz”[11]
- Leonid Eroșenco, verificator tehnic la Serviciul de Stat pentru Verificarea și Expertizarea Proiectelor și Construcțiilor[11]
- Vasile Magu, consultant principal la Cancelaria de Stat[11]
- Mihai Moscalenco, veteran al muncii[11]
- Constantin Nesterenco, director al Colegiului Tehnic Agricol, municipiul Soroca[11]
- Tatiana Oborina, profesoară la Școala Profesională, municipiul Orhei[11]
- Alexandr Onofrei, profesor universitar la Universitatea de Stat din Moldova[11]
- Mihail Prosvirin, președinte al Comisiei ecologice a Consiliului Veteranilor, municipiul Chișinău[11]
- Svetlana Rahmanova, veteran al muncii[11]
- Igor Suharev, inginer constructor drumuri în Societatea cu Răspundere Limitată „Savim-Com”, municipiul Chișinău[11]
- Ludmila Țîmbaliuc, consultant principal la Ministerul Economiei și Infrastructurii[11]
- Mihai Conțiu, jurnalist[12]
- Zinaida Abdurahmanova, asistentă medicală principală la Institutul Mamei și Copilului[13]
- Gheorghe Adam, medic la Spitalul Raional Nisporeni[13]
- Elena Albu, șef al Centrului de Sănătate Sîngera, municipiul Chișinău[13]
- Sofia Alexandru, director al Institutului de Ftiziopneumologie „Chiril Draganiuc”[13]
- Mihail Bajureanu, medic la Spitalul Raional Edineț[13]
- Clavdia Barcari, șef al Centrului de Sănătate Flămînzeni, raionul Sîngerei[13]
- Ludmila Bîrca, director al Spitalului Clinic Municipal de Boli Contagioase de Copii[13]
- Tamara Bîrsan, medic la Spitalul Clinic Municipal „Sfântul Arhanghel Mihail”[13]
- Silvia Bobescu, medic la Spitalul Raional Călărași[13]
- Parascovia Boian, șef de secție la Spitalul Raional Ștefan Vodă[13]
- Aliona Botnari, șef de secție la Spitalul Raional Edineț[13]
- Liudmila Bujor, asistentă medicală superioară la Institutul de Cardiologie[13]
- Ivan Calaman, medic la Spitalul Raional Ceadîr-Lunga, UTA Găgăuzia[13]
- Svetlana Calasan, medic la Spitalul Clinic Republican „Timofei Moșneaga”[13]
- Anatolie Calistru, șef de secție la Institutul de Medicină Urgentă[13]
- Ludmila Capcelea, șef al Centrului de Sănătate Cimișlia[13]
- Vasile Ceauș, șef de secție la Spitalul Clinic Municipal „Sfânta Treime”[13]
- Nicolae Chele, șef de catedră la Universitatea de Stat de Medicină și Farmacie „Nicolae Testemițanu”[13]
- Irina Chiroșca, asistentă medicală superioară la Institutul Mamei și Copilului[13]
- Raisa Cobîleanscaia, asistentă medicală superioară la Institutul Mamei și Copilului[13]
- Elena Cojocaru, medic la Institutul Mamei și Copilului[13]
- Alexandr Condrașov, medic la Institutul de Medicină Urgentă[13]
- Gheorghe Cornea, director al Spitalului de Psihiatrie Orhei[13]
- Eleonora Coroliuc, asistentă medicală superioară la Centrul Național de Transfuzie a Sângelui, municipiul Bălți[13]
- Larisa Crivceanscaia, șef de secție la Institutul Mamei și Copilului[13]
- Veaceslav Crivorucica, șef de secție la Institutul de Medicină Urgentă[13]
- Oleg Crudu, director al Spitalului Clinic Municipal „Sfânta Treime”[13]
- Anatolii Curca, șef de secție la Spitalul Clinic Municipal de Copii „V. Ignatenco”[13]
- Igor Curov, vicedirector medical interimar al Institutului de Medicină Urgentă[13]
- Iraida Cușnir, medic la Spitalul Raional Călărași[13]
- Svetlana Dobrea, moașă principală la Institutul Mamei și Copilului[13]
- Teodor Dudca, șef al Centrului de Sănătate Ocnița[13]
- Ludmila Ețco, cercetător științific principal la Institutul Mamei și Copilului[13]
- Mariana Florea, director al Spitalului Raional Cimișlia[13]
- Mihail Frumusachi, medic la Spitalul de Stat[13]
- Ion Gagauz, șef de secție la Institutul de Medicină Urgentă[13]
- Maria Gogu, asistentă medicală la Centrul Național de Transfuzie a Sângelui, municipiul Chișinău[13]
- Lidia Grati, asistentă medicală la Oficiul Medicilor de Familie Cruzești, municipiul Chișinău[13]
- Vladimir Gura, medic la Spitalul Clinic Republican „Timofei Moșneaga”[13]
- Sofia Gușilă, șef al Substației de Asistență Medicală Urgentă Căușeni[13]
- Tatiana Gutium, director al Maternității Municipale nr. 2[13]
- Ala Halacu, șef de direcție la Agenția Națională pentru Sănătate Publică[13]
- Adrian Hotineanu, șef de clinică la Spitalul Clinic Republican „Timofei Moșneaga”[13]
- Aurelia Iarovoi, vicedirector al Spitalului Clinic Municipal de Copii „V. Ignatenco”[13]
- Nikolai Kiskin, șef de secție la Spitalul Clinic Municipal de Copii nr. 1[13]
- Maria Listopad, asistentă medicală la Spitalul Clinic Republican „Timofei Moșneaga”[13]
- Vasile Lopațchi, medic la Spitalul Clinic Municipal nr. 1[13]
- Valentina Lotocovscaia, medic la Unitatea de Primiri Urgente a Spitalului Raional Cahul[13]
- Vasile Malcoci, vicedirector al Spitalului Raional Sîngerei[13]
- Victor Manic, medic la Institutul Mamei și Copilului[13]
- Ana Mișina, șef de secție la Institutul Mamei și Copilului[13]
- Ana Mitru, asistentă medicală superioară la Centrul Național de Transfuzie a Sângelui, municipiul Chișinău[13]
- Lidia Moisei, asistentă medicală superioară la Institutul Mamei și Copilului[13]
- Mihail Moroșanu, medic la Dispensarul Republican de Narcologie[13]
- Liubovi Mosina, medic la Spitalul Clinic Republican „Timofei Moșneaga”[13]
- Svetlana Muntean, asistentă medicală superioară la Centrul Național de Transfuzie a Sângelui, municipiul Chișinău[13]
- Valentin Mustea, șef de secție la Spitalul Clinic Municipal „Sfântul Arhanghel Mihail”[13]
- Vasilisa Nărea, asistentă medicală superioară la Spitalul Raional Cahul[13]
- Gabriela Negrescu, șef de secție la Spitalul Clinic de Boli Infecțioase „Toma Ciorbă”[13]
- Iurie Nepaliuc, conferențiar universitar la Universitatea de Stat de Medicină și Farmacie „Nicolae Testemițanu”[13]
- Stela Oprea, șef de secție la Spitalul Clinic al Ministerului Sănătății, Muncii și Protecției Sociale[13]
- Ina Palii, șef de clinică la Institutul Mamei și Copilului[13]
- Mariana Pancișin, asistentă medicală superioară la Institutul Mamei și Copilului[13]
- Anastasia Pascal, asistentă medicală principală la Institutul Mamei și Copilului[13]
- Natalia Piscorschi, șef de laborator la Centrul Național de Transfuzie a Sângelui, municipiul Chișinău[13]
- Aliona Pistriuga, șef de direcție la Centrul de Sănătate Publică Edineț[13]
- Andrei Plahotniuc, medic la Spitalul Raional Comrat, UTA Găgăuzia[13]
- Gheorghe Plăcintă, șef de catedră la Universitatea de Stat de Medicină și Farmacie „Nicolae Testemițanu”[13]
- Maria Pogor, asistentă medicală la Centrul Național de Transfuzie a Sângelui, municipiul Chișinău[13]
- Tatiana Popa, asistentă medicală superioară la Institutul Mamei și Copilului[13]
- Dumitru Punga, șef de secție la Spitalul Raional Ocnița[13]
- Ninel Revenco, șef de departament la Institutul Mamei și Copilului[13]
- Lidia Rotaru, șef de secție la Institutul Mamei și Copilului[13]
- Valentina Rotaru, vicedirector al Institutului Mamei și Copilului[13]
- Alla Rusnac, medic la Centrul Consultativ-Diagnostic al Ministerului Apărării[13]
- Corina Rusu, medic la Spitalul Clinic Militar Central[13]
- Victoria Sacară, șef de laborator la Institutul Mamei și Copilului[13]
- Victor Scorțescu, medic la Spitalul Raional Drochia[13]
- Raisa Scurtu, șef de laborator la Agenția Națională pentru Sănătate Publică[13]
- Mihail Seu, șef de secție la Institutul Mamei și Copilului[13]
- Ludmila Simonov, medic la Spitalul Clinic de Boli Infecțioase „Toma Ciorbă”[13]
- Vera Sofroni, medic la Institutul Mamei și Copilului[13]
- Oleg Solomon, șef de catedră la Universitatea de Stat de Medicină și Farmacie „Nicolae Testemițanu”[13]
- Tatiana Stebleanco, asistentă medicală la Spitalul Clinic Republican „Timofei Moșneaga”[13]
- Vladimir Șacun, medic la Institutul Oncologic[13]
- Valeriu Șontea, medic la Centrul de Sănătate Cupcini, raionul Edineț[13]
- Galina Taranoca, medic la Spitalul Clinic Municipal nr. 1[13]
- Vitalie Tomacu, medic la Spitalul Raional Florești[13]
- Vasile Tomuz, vicedirector al Clinicii „Emilian Coțaga”[13]
- Gheorghe Trinca, medic la Spitalul Clinic Republican „Timofei Moșneaga”[13]
- Tatiana Turcalenco, asistentă medicală la Spitalul Clinic Republican „Timofei Moșneaga”[13]
- Lilia Țîganciuc, medic la Spitalul Clinic Municipal „Sfânta Treime”[13]
- Alexandru Țușco, medic la Spitalul Clinic Municipal nr. 1[13]
- Sergiu Vasilița, director al Spitalului Clinic de Boli Infecțioase „Toma Ciorbă”[13]
- Ștefan Vîrtosu, șef al Centrului de Sănătate Durlești, municipiul Chișinău[13]
- Raisa Burduja, șef de direcție în Consiliul Raional Ștefan Vodă[14]
- Simion Buga, șef de direcție în Consiliul Raional Căușeni[14]
- Gheorghi Casîm, șef de serviciu în Consiliul Raional Basarabeasca[14]
- Nicolae Catruc, secretar al Consiliului Raional Florești[14]
- Maria Cobzari, șef de serviciu în cadrul Procuraturii Generale[14]
- Maia Flenchea, șef de direcție la Primăria municipiului Chișinău[14]
- Lidia Jitari, consultant principal la Ministerul Economiei și Infrastructurii[14]
- Liudmila Lavric, secretar al Consiliului Comunal Colicăuți, raionul Briceni[14]
- Galina Macrițchi, inspector principal în cadrul Inspecției pentru Protecția Mediului Cahul[14]
- Diana Manoli, șef al Direcției deservire fiscală Telenești în cadrul Serviciului Fiscal de Stat[14]
- Vasili Marandiuc, ex-președinte al raionului Sîngerei[14]
- Elena Nicolau, secretar al Consiliului Sătesc Porumbești, raionul Cantemir[14]
- Liliana Păduraru, inspector principal în Direcția deservire fiscală Anenii Noi în cadrul Serviciului Fiscal de Stat[14]
- Lorenț Popovici, ex-angajat la Secretariatul Parlamentului[14]
- Iurii Prisacari, șef de direcție în Consiliul Raional Șoldănești[14]
- Nina Rusu, secretar al Consiliului Raional Strășeni[14]
- Vasile Serdicenco, specialist la Primăria Găvănoasa, raionul Cahul[14]
- Nina Sterpu, șef de direcție în Consiliul Raional Nisporeni[14]
- Rimma Tcaci, șef de direcție la Primăria municipiului Bălți[14]
- Valentina Tonu, șef de direcție în Consiliul Raional Hîncești[14]
- Irina Viță, șef de direcție în Consiliul Raional Drochia[14]
- Victoria Zumbreanu, ex-procuror[14]
- Nicolae Damian, șef al Direcției Generale Administrare Fiscală Centru a Serviciului Fiscal de Stat[15]
- Igor Țurcanu, director adjunct al Serviciului Fiscal de Stat[15]
- Vasile Moroșanu, șef al secției cultură și turism a Consiliului Raional Anenii Noi[16]
- Întreprinderea de Stat „Fabrica de Sticlă din Chișinău”[17]
- Anatolie Boiangiu, inginer tehnolog la Fabrica de Sticlă din Chișinău[18]
- Ion Lupașcu, lăcătuș-reparator la Fabrica de Sticlă din Chișinău[18]
- Constantin Posturusu, maistru de schimb la Fabrica de Sticlă din Chișinău[18]
- Eugenia Vasilica, preparator șarjă la Fabrica de Sticlă din Chișinău[18]
- Alexandr Gherman, lăcătuș, Remiza de Vagoane Bălți[19]
- Igor Munteanu, șef de serviciu, Administrația Întreprinderii de Stat „Calea Ferată din Moldova”[19]
- Mihail Orlov, lăcătuș, Depoul de Locomotive Chișinău[19]
- Oleg Bacal, paroh al Bisericii „Înălțarea Sfintei Cruci”, satul Mereșeuca, raionul Ocnița[20]
- Valeriu Berzan, primar al satului Doroțcaia, raionul Dubăsari[20]
- Arina Carazan, membru al Consiliului Eparhiei de Edineț și Briceni[20]
- Lilia Cazac, șefă de direcție la Consiliul Raional Dubăsari[20]
- Tudor Ceaicovschi, director general al Societății cu Răspundere Limitată „GBG-MLD”, municipiul Chișinău[20]
- Argentina Chiriac, membru al Consiliului Eparhiei de Edineț și Briceni[20]
- Lilian Ciubatîi, paroh al Bisericii „Sfântul Mare Mucenic Dimitrie”, satul Pererîta, raionul Briceni[20]
- Alexei Cojocari, primar al satului Mitoc, raionul Orhei[20]
- Gheorghe Cojocaru, zootehnician-șef al Cooperativei Agricole de Producție „Singureanca”, raionul Rîșcani[20]
- Agafia Crețu, profesor pensionat, satul Floreni, raionul Anenii Noi[20]
- Ion Diacon, secretar al Preturii sectorului Botanica, municipiul Chișinău[20]
- Mihail Eftodi, medic la Centrul Republican de Diagnosticare Medicală[20]
- Valentina Levinschi, președinte al Societății cu Răspundere Limitată „Geamtal Agro”, raionul Hîncești[20]
- Tatiana Mechea-Vasilica, administrator al Fundației de Caritate „Tanya Hans”, Regatul Țărilor de Jos[20]
- Ghenadie Muntean, director al Societății cu Răspundere Limitată „Tehrubsor”, raionul Soroca[20]
- Veaceslav Nedelea, administrator principal al Zonei Antreprenoriatului Liber „Expo-Business-Chișinău”[20]
- Serafima Roșcovan, lector superior universitar la Institutul de Formare Continuă[20]
- Tudor Sârbu, director al Societății cu Răspundere Limitată „Rom Cris”, raionul Dondușeni[20]
- Nicolae Taran, vicedirector al Institutului Științifico-Practic de Horticultură și Tehnologii Alimentare[20]
- Ghenadie Zațerkleannîi, veteran al muncii[20]
- Andrei Brunchi, administrator al Întreprinderii de Stat Specializate de Executare a Lucrărilor de Explozie „INMEX”, municipiul Chișinău[21]
- Galina Ciobanu, director al Societății pe Acțiuni „Electromontaj-Nord”, municipiul Bălți[21]
- Mihail Grițcan, administrator al Societății cu Răspundere Limitată „Iacobaș Construct”, municipiul Chișinău[21]
- Nicolae Madan, director general al Societății cu Răspundere Limitată „Basconslux”, municipiul Chișinău[21]
- Veaceslav Negru, șef de producere la Societatea cu Răspundere Limitată „Metal Supply Masters”, raionul Criuleni[21]
- Marin Sîrbu, director al Societății cu Răspundere Limitată „Nouconst”, municipiul Chișinău[21]
- Valeriu Sufrai, director al Societății cu Răspundere Limitată „Reconscivil”, municipiul Chișinău[21]
- Valeriu Babără, director adjunct al Inspecției Financiare[22]
- Angela Voronin, secretar de stat al Ministerului Finanțelor[22]
- Victor Ambroci, director al Liceului Teoretic „Spiru Haret”, municipiul Chișinău[23]
- Doina Bejenaru, șef de secție la Spitalul Clinic Municipal „Sfânta Treime”, municipiul Chișinău[23]
- Maria Creminscaia, secretar al Comisiei pentru protecția socială, ocrotirea familiei, mamei și copilului a Consiliului Societății Civile pe lângă Președintele Republicii Moldova[23]
- Vladimir Crivciun, consilier al vicepreședintelui Consiliului de Administrație al Societății pe Acțiuni „Moldovagaz”[23]
- Iurie Ghervas, procuror în Procuratura Generală[23]
- Valeriu Lupașcu, președinte al Centrului de Arhitectură și Design, municipiul Chișinău[23]
- Adrian Mircos, procuror-șef al Direcției urmărire penală și criminalistică a Procuraturii Generale[23]
- Ala Nikitcenko, membru al Prezidiului Comunității Ucrainene din Republica Moldova[23]
- Leonid Oleinicenco⁠(d), președinte al Federației Moldovenești de Fotbal[23]
- Boris Stamati, șef de secție la Spitalul Clinic Municipal „Sfânta Treime”, municipiul Chișinău[23]
- Natalia Suceveanu, șefă a Centrului de armonizare a legislației din cadrul Cancelariei de Stat[23]
- Ludmila Șișcanu, director al Liceului Teoretic „Olimp”, orașul Sîngerei[23]
- Grigore Vasilachi, director al Liceului Teoretic „Mircea Eliade”, municipiul Chișinău[23]
- Andrei Baciu, conducător al Ansamblului de Cântece și Dansuri Populare „Strămoșeasca”, satul Bulboaca, raionul Anenii Noi[24]
- Vasile Plăcintă, inspector principal la Postul Vamal Chișinău[25]
- Ludmila Goncear, șefă de secție în Aparatul Central al Serviciului Vamal[25]
- Veaceslav Surucean, inspector principal la Postul Vamal Tudora[25]
- o persoană cu identitate nespecificată, colaborator al Serviciului de Informații și Securitate[26]
- Stepan Jepan, antrenor emerit al Republicii Moldova (lupte libere)[27]
- Boris Pogonii, antrenor la Școala Sportivă Specializată de Handbal nr.2, municipiul Chișinău[27]
- Iurie Popșa, antrenor principal al Lotului Național de Handbal[27]
- Leonid Stoțchi, antrenor-profesor la Școala Sportivă a Rezervelor Olimpice, municipiul Chișinău[27]
- Ludmila Tatar, director adjunct al Centrului Sportiv de Pregătire a Loturilor Naționale[27]
- Vasile Tăbîrță, antrenor emerit al Republicii Moldova (rugby)[27]
- Mihail Aizin, președinte al Consiliului Directorilor Companiei de Producție și Comerț „Fidesco” SRL[28]
- Veaceslav Cazacu, profesor-antrenor la Școala Sportivădin orașul Cantemir[28]
- Nicolai Odajiu, veteran al muncii, satul Chircăiești, raionul Căușeni[28]
- Petru Romanov, director al Societății cu Răspundere Limitată „Planeta”, municipiul Chișinău[28]
- Tamara Călugăru, șef al Direcției asistență socială și protecție a familiei, Consiliul raional Hîncești[29]
- Eugenia Ceban, consilier în cadrul Consiliului municipal Chișinău[29]
- Emilia Ciobanu, șef al Direcției generale asistență socială, protecție a familiei și copilului, Consiliul raional Fălești[29]
- Galina Filipova, șef al Direcției asistență socială și protecție a familiei, Consiliul raional Taraclia[29]
- Petru Rusu, șef adjunct al Direcției generale asistență socială și protecție a familiei, Consiliul raional Florești[29]
- Eugenia Tulbure, șef al Casei Teritoriale de Asigurări Sociale Nisporeni[29]
- Svetlana Vecvert, șef al Direcției generale pensii și alocații, Casa Națională de Asigurări Sociale[29]
- Maria Zagarniuc, șef adjunct de direcție generală, Casa Teritorială de Asigurări Sociale, sectorul Botanica, municipiul Chișinău[29]
- Ana Mișcenco, director al Întreprinderii de Stat pentru Silvicultură Iargara[30]
- Ion Plămădeală, șef al Ocolului Silvic Cinișeuți, Întreprinderea de Stat pentru Silvicultură Șoldănești[30]
- Vladimir Știrbu, șef al Ocolului Silvic Râșcani, Întreprinderea de Stat pentru Silvicultură Glodeni[30]
- Eugen Talmaci, șef de secție la Clinica „Emilian Coțaga”, Institutul Mamei și Copilului[31]
- Nina Bogdanscaia, medic la Institutul Oncologic[32]
- Iurie Bulat, vicedirector al Institutului Oncologic[32]
- Ala Grecu, vicedirector al Institutului Oncologic[32]
- Ludmila Mîndru, asistentă medicală superioară la Institutul Oncologic[32]
- Maria Robu, șefă de departament la Institutul Oncologic[32]
- Larisa Sofroni, medic la Institutul Oncologic[32]
- Inga Gavriliță, inginer-șef la Fabrica de Confecții „Ionel” SA[33] (ordin retras de același președinte câteva zile mai târziu; în locul lui i-a fost acordată Medalia „Meritul Civic”[34])
- Andrei Meșina, lăcătuș-reparator la Fabrica de Confecții „Ionel” SA[33]
- Eugeniu Bendelic, șef de catedră la Universitatea de Stat de Medicină și Farmacie „Nicolae Testemițanu”[35]
- Grigore Friptuleac, profesor universitar la Universitatea de Stat de Medicină și Farmacie „Nicolae Testemițanu”[35]
- Minodora Mazur, profesor universitar la Universitatea de Stat de Medicină și Farmacie „Nicolae Testemițanu”[35]
- Serghei Buzurnîi, primar al satului Sadovoe, municipiul Bălți[36]
- Roman Cazan, secretar general adjunct al Guvernului[36]
- Petru Cebotarean, șef de serviciu în Societatea pe Acțiuni „Alfa-Nistru”, municipiul Soroca[36]
- Nicolai Ciavdar, director al Clinicii Veterinare „Ciavdar-Grup”, orașul Anenii Noi[36]
- Tamara Codrean, director al Centrului Medical „MedFamily”, municipiul Chișinău[36]
- Andrei Creciun, șef de departament la Centrul COVID-19, municipiul Chișinău[36]
- Serghei Donica, președinte al Asociației Bucătarilor din Republica Moldova[36]
- Eugeniu Ghețeul, medic la Institutul Mamei și Copilului[36]
- Tudor Gîrbu, consilier în cabinetul primarului general al municipiului Chișinău[36]
- Alexandr Kaim, director comercial al Agenției de Publicitate „Aquarelle” SRL, municipiul Chișinău[36]
- Constantin Matcaș, director al Societății cu Răspundere Limitată „Iri-Carmen”, municipiul Cahul[36]
- Iulian Oltu, director al Spitalului Dermatologic și Maladii Comunicabile[36]
- Anatoli Pozdneacov, inginer-șef în Societatea pe Acțiuni „Edilitate”, municipiul Chișinău[36]
- Daria Sadoveanu, șef al Direcției asistență socială și protecție a familiei, Consiliul Raional Briceni[36]
- Vasile Silivestru, asistent medical la Centrul de Sănătate Bobeica, raionul Hîncești[36]
- Raisa Tanas, medic la Asociația Medicală Teritorială Buiucani, municipiul Chișinău[36]
- Andrei Tranga, consultant pentru dezvoltare strategică în Societatea cu Răspundere Limitată „Trabo-Plus”, municipiul Chișinău[36]
- Grigore Țurcan, manager al Societății cu Răspundere Limitată „Tehnostel Car”, municipiul Hîncești[36]
- Ala Ursu-Antoci, membru al Consiliului Audiovizualului[36]
- Vasile Bieșu, consultant în Societatea cu Răspundere Limitată „Vadalex-Agro”, municipiul Chișinău[37]
- Vasile Bînzari, președinte al Societății cu Răspundere Limitată „Vinicer-Prim”, raionul Călărași[37]
- Nicolae Cajuc, director al Societății cu Răspundere Limitată „Cazangenii”, raionul Leova[37]
- Ion Cojocaru, maistru la Combinatul de Vinuri „Cricova” SA[37]
- Victor Dodon, administrator al Gospodăriei Țărănești „Dodon Victor”, raionul Călărași[37]
- Nina Frunze, cercetător științific superior la Institutul de Fitotehnie „Porumbeni”[37]
- Andrei Gîrlea, director al Gospodăriei Țărănești „Gîrlea Andrei Pavel”, orașul Rezina[37]
- Tudor Lesnic, administrator al Societății cu Răspundere Limitată „Viva-Igna”, raionul Briceni[37]
- Grigore Lîsîi, fondator al Societății cu Răspundere Limitată „Scumprod-Agro”, raionul Fălești[37]
- Grigore Lupașcu, conducător al Societății cu Răspundere Limitată „Grildosagro”, raionul Drochia[37]
- Larisa Macovei, brigadier în Cooperativa Agricolă de Producție „Glia”, raionul Cantemir[37]
- Gheorghe Panfil, director al Gospodăriei Țărănești „Agro-Panfil”, raionul Dondușeni[37]
- Gheorghii Pașalî, director al Societății cu Răspundere Limitată „Kumnuk-Agro”, UTA Găgăuzia[37]
- Igor Perciuleac, administrator al Societății cu Răspundere Limitată „Mais”, raionul Criuleni[37]
- Mariana Pîslaru, administrator al Societății cu Răspundere Limitată „Staragro Group”, municipiul Chișinău[37]
- Petru Popov, director al Societății cu Răspundere Limitată „ALMA”, municipiul Cahul[37]
- Gheorghe Rusu, conducător al Societății cu Răspundere Limitată „Agroiorg”, raionul Basarabeasca[37]
- Igor Tagadiuc, președinte al Cooperativei de Întreprinzători „Agrostoc”, raionul Ialoveni[37]
- Vasile Timotin, președinte al Societății cu Răspundere Limitată „Manubeievca”, raionul Leova[37]
- Ruslan Turturica, conducător al Gospodăriei Țărănești „Turturica”, orașul Dubăsari[37]
- Aliona Vornices, director al Societății cu Răspundere Limitată „Agrodenidan”, raionul Briceni[37]
- Vasile Vutcărău, director al Societății cu Răspundere Limitată „ELVITIS-Com”, municipiul Chișinău[37]
- Tatiana Lipcan, maistru la Întreprinderea de Stat „Combinatul Poligrafic din Chișinău”[38]
- Ghennadi Andreevski, specialist principal la Institutul de Cercetări Științifice „RIF-ACVAAPARAT”, municipiul Bălți[39]
- Anatoli Martîniuc, director adjunct al Institutului de Cercetări Științifice „RIF-ACVAAPARAT”, municipiul Bălți[39]
- Nikolai Terlețki, șef de laborator la Institutul de Cercetări Științifice „RIF-ACVAAPARAT”, municipiul Bălți[39]
- Emilia Bocan, contabil-șef la Instituția Publică „Palatul Republicii”[40]
- Nicolae Dumbravă, director al Instituției Publice „Palatul Republicii”[40]
- Lora Gîțu, membru al Comisiei pentru sănătate a Consiliului Societății Civile pe lângă Președintele Republicii Moldova[41]
- Ion Grosu, membru al Comisiei pentru veteranii Forțelor Armate, ai organelor de drept și participanții la conflictele militare a Consiliului Societății Civile pe lângă Președintele Republicii Moldova[41]
- Svetlana Șciuca, membru al Comisiei pentru sănătate a Consiliului Societății Civile pe lângă Președintele Republicii Moldova[41]
- Nicolai Terzi, președinte al Comisiei pentru relații interetnice a Consiliului Societății Civile pe lângă Președintele Republicii Moldova[41]
- Elena Adomniței, profesoară la Gimnaziul Zorile, raionul Orhei[42]
- Valentina Arseni, director al Gimnaziului Zăicana, raionul Criuleni[42]
- Nelea Berezovscaia, director al Liceului Teoretic „M. Viteazul”, municipiul Chișinău[42]
- Iraida Beșleaga, profesoară la Liceul Teoretic „N. V. Gogol”, orașul Basarabeasca[42]
- Elena Boldurescu, director al Gimnaziului cu Profil Teatral „I. L. Caragiale”, municipiul Chișinău[42]
- Ana Bondarenco, profesor universitar la Universitatea de Stat din Moldova[42]
- Natalia Bulat, director adjunct al Liceului Teoretic „Gh. Asachi”, municipiul Chișinău[42]
- Andrei Chiciuc, președinte al Consiliul de conducere al Agenției Naționale de Asigurare a Calității în Educație și Cercetare[42]
- Eugenia Ciobanu, director al Gimnaziului-Grădiniță „C. Stere”, satul Chircani, raionul Cahul[42]
- Liudmila Cojan, profesoară pensionată, municipiul Chișinău[42]
- Eugenia Cojocari, șef de catedră la Universitatea de Studii Politice și Economice Europene „C. Stere”[42]
- Ion Cojocaru, director al Gimnaziului „M. Sadoveanu”, orașul Cupcini, raionul Edineț[42]
- Anna Cozubaș, învățătoare la Școala Primară nr. 95, municipiul Chișinău[42]
- Tatiana David, director al Liceului Teoretic „N. Nekrasov”, municipiul Strășeni[42]
- Tamara Delinschi, profesoară pensionată, satul Cucioaia, raionul Telenești[42]
- Alla Dimitrioglo, director adjunct al Liceului Teoretic cu Profil Sportiv „Gloria”, municipiul Chișinău[42]
- Vladimir Fomin, director al Școlii Primare-Grădiniță Bogdanovca Veche, raionul Cimișlia[42]
- Ala Gaidar, director al Liceului Teoretic „M. Eminescu”, municipiul Cahul[42]
- Lunela Gangan, învățătoare la Școala Primară Florești[42]
- Petru Gherman, profesor la Gimnaziul „A. Crihan”, orașul Sîngerei[42]
- Maria Gonța, specialist-metodist în Direcția de Învățămînt a Consiliului Raional Șoldănești[42]
- Natalia Gorobeț, profesoară la Liceul Teoretic „I. Creangă”, satul Coșnița, raionul Dubăsari[42]
- Victor Graur, director al Școlii Sportive Raionale Ungheni[42]
- Mircea Grecu, profesor la Liceul Teoretic nr. 1, orașul Briceni[42]
- Valentina Ivanova, director al Liceului Teoretic „M. Lomonosov”, municipiul Bălți[42]
- Galina Lozan, logoped la Instituția de Educație Timpurie nr.185, municipiul Chișinău[42]
- Piotr Lupanciuc, metodist superior în Direcția Educație a Consiliului Raional Anenii Noi[42]
- Gholamali Mohammadifard, doctor în științe politice la Universitatea Liberă Internațională din Moldova[42]
- Alla Morșceacova, director al Liceului Teoretic „S. Kovalevskaia”, orașul Cupcini, raionul Edineț[42]
- Tatiana Nagnibeda-Tvertohleb, director al Liceului Teoretic „A. I. Cuza”, municipiul Chișinău[42]
- Nadejda Negoița, învățătoare la Liceul Teoretic „A. Pușkin”, orașul Fălești[42]
- Natalia Negru, director adjunct al Liceului Teoretic „I. S. Neciui-Levițchi”, municipiul Chișinău[42]
- Serghei Pantaz, profesor la Liceul Teoretic „M. Costin”, orașul Florești[42]
- Ecaterina Petrova, director al Liceului Teoretic „H. Botev”, satul Valea Perjei, raionul Taraclia[42]
- Liudmila Plasiciuc, director al Gimnaziului nr. 9, municipiul Bălți[42]
- Liuba Pleșca, director al Liceului Teoretic „Meșterul Manole”, satul Sălcuța, raionul Căușeni[42]
- Erica Ranga, director al Liceului Teoretic „Dacia”, municipiul Chișinău[42]
- Ion Recean, șef al Direcției Educație a Consiliului Raional Drochia[42]
- Lidia Romanscaia, profesoară la Gimnaziul „Ștefan cel Mare”, satul Mihailovca, raionul Cimișlia[42]
- Raisa Russu, profesoară la Liceul Teoretic Corjeuți, raionul Briceni[42]
- Tatiana Spătaru, cercetător științific principal la Institutul de Cercetări Juridice, Politice și Sociologice[42]
- Rita Socoliuc, director al Liceului Teoretic „V. Maiakovski”, municipiul Bălți[42]
- Igor Sofronescu, prorector al Academiei Militare a Forțelor Armate „Alexandru cel Bun”[42]
- Maria Taracanov, profesoară la Școala Medie de Cultură Generală nr. 7, orașul Dubăsari[42]
- Mariana Tofan, profesoară la Liceul Teoretic „M. Eliade”, municipiul Chișinău[42]
- Valentina Tomaș, director al Gimnaziului Ustia, raionul Dubăsari[42]
- Zinaida Tulum, director al Instituției de Educație Timpurie nr. 2, satul Gotești, raionul Cantemir[42]
- Liudmila Vitneanskaia, profesoară la Liceul Teoretic „A. S. Pușkin”, municipiul Bălți[42]
- Nicolae Vizitei, profesor universitar la Universitatea de Stat de Educație Fizică și Sport[42]
- Pavel Baidaus, director al Centrului Tehnico-Științific „Hidrotehnica”[43]
- Vladislav Boghii, director general al Societății pe Acțiuni „Arnaut Petrol”, UTA Găgăuzia[43]
- Alexandru Botnari, primar al municipiului Hîncești[43]
- Elena Cazacu, administrator al Întreprinderii Individuale „Expres Cazac”, comuna Grătiești, municipiul Chișinău[43]
- Ion Curjos, director al Societății cu Răspundere Limitată „Natcubi-Agro”, municipiul Cahul[43]
- Mihail Druță, președinte al Asociației de Somelieri din Republica Moldova[43]
- Constantin Garabadji, veteran al structurilor de forță[43]
- Grigore Gojan, director al Policlinicii de Stat[43]
- Emilia Lopatenco, șef al Centrului de Sănătate Drochia[43]
- Ala Martînova, manager al Societății cu Răspundere Limitată „47th Parallel”, municipiul Chișinău[43]
- Zahar Mitul, director al Societății cu Răspundere Limitată „MZ-Agro”, UTA Găgăuzia[43]
- Oxana Novicov, secretar general al Uniunii Naționale a Executorilor Judecătorești[43]
- Ștefan Paniș, președinte al raionului Florești[43]
- Svetlana Paunscu, vicepreședinte al raionului Soroca[43]
- Savelii Radov, conducător al Societății cu Răspundere Limitată „Cotovagro”, UTA Găgăuzia[43]
- Asea Railean, director executiv al Asociației Obștești „Soarta”, municipiul Soroca[43]
- Svetlana Savițchi, șef al Direcției Asistență Socială și Protecția Familiei a Consiliului Raional Edineț[43]
- Ana Boldureanu, membru al Comisiei Naționale de Heraldică de pe lângă Președintele Republicii Moldova[44]
- Sergius Ciocanu, membru al Comisiei Naționale de Heraldică de pe lângă Președintele Republicii Moldova[44]
- Zinaida Gladcenco, redactor al actelor normative în domeniul heraldicii și distincțiilor de stat[44]
- Vadim Ceban, președinte al Consiliului de Administrație al Societății pe Acțiuni „Moldovagaz”[45]
- Valentin Tonu, șef de direcție la Societatea pe Acțiuni „Moldovagaz”[45]
- Anatolie Ciorba, executor judecătoresc în circumscripția raionului Ialoveni[46]
- Valeriu Devderea, președinte al Uniunii Naționale a Executorilor Judecătorești[46]
- Iurie Diaconu, judecător la Curtea Supremă de Justiție[46]
- Iosif Mardari, veteran al organelor procuraturii[46]
- Elena Poalelungi, șef adjunct de direcție la Ministerul Justiției[46]
- Vasile Solomon, veteran al organelor procuraturii[46]
- Roman Gherasimov, director al Întreprinderii de Stat pentru Silvicultură Soroca[47]
- Andrei Scorpan, director al Întreprinderii de Stat pentru Silvicultură Glodeni[47]
- Sergiu Armașu, primar al orașului Ialoveni[48]
- Serghei Brînza, decan la Universitatea de Stat din Moldova[48]
- Sergiu Cebotaru, primar al comunei Tohatin, municipiul Chișinău[48]
- Raisa Cerednicenco, membru al Uniunii Ofițerilor din Republica Moldova[48]
- Dmitrii Ciobanov, conducător al Cooperativei Agricole de Producție „Eniija”, UTA Găgăuzia[48]
- Vasile Corcea, medic la Spitalul Clinic Republican „Timofei Moșneaga”[48]
- Alexandr Covaliov, conducător al Societății cu Răspundere Limitată „Service-Prim”, UTA Găgăuzia[48]
- Nicolae Fachira, conducător al Societății cu Răspundere Limitată „Obrii”, orașul Căușeni[48]
- Tamara Fiștic, producător general la Postul de Televiziune „AGRO TV Moldova”[48]
- Igor Focșa, membru al Uniunii Ofițerilor din Republica Moldova[48]
- Vasile Gusacinschi, șef de serviciu la Institutul de Neurologie și Neurochirurgie „Diomid Gherman”, municipiul Chișinău[48]
- Mihail Iacob, director general al Întreprinderii de Stat „Radiocomunicații”[48]
- Irina Ialama, șefă a Centrului de Sănătate Copceac, UTA Găgăuzia[48]
- Gheorghe Nogai, veteran al organelor procuraturii[48]
- Inna Piscorscaia, director adjunct al Liceului Teoretic cu Profil Sportiv „Gloria”, municipiul Chișinău[48]
- Iurie Pînzaru, șef de direcție la Agenția Națională pentru Sănătate Publică[48]
- Svetlana Popa, consilier în Consiliul Municipal Chișinău[48]
- Victor Posmac, președinte al Organizației Obștești „Cernobîl”, raionul Vulcănești[48]
- Dumitru Sirețeanu, fost șef de secție la Centrul Național de Sănătate Publică[48]
- Eugenia Soldatenco, secretar științific la Institutul Științifico-Practic de Horticultură și Tehnologii Alimentare[48]
- Vladimir Soltanici, șef adjunct al Direcției Educație, Consiliul Raional Criuleni[48]
- Constantin Spînu, șef de direcție la Agenția Națională pentru Sănătate Publică[48]
- Nicolae Strașnîi, veteran al muncii, orașul Briceni[48]
- Pavlina Țelișcev, primar al comunei Dolinnoe, raionul Criuleni[48]
- Zinaida Ungureanu, profesoară la Liceul Teoretic „Mihai Viteazul”, municipiul Chișinău[48]
- Ion Vicol, veteran al organelor procuraturii[48]
- Vladimir Vizdoga, director comercial la Societatea cu Răspundere Limitată „DIN-VEST”, raionul Anenii Noi[48]